# Nevşehir (ondergrondse stad)
De ondergrondse stad van Nevşehir werd in 2014 onder de moderne stad Nevşehir, Cappadocië, Turkije, ontdekt tijdens bouwwerkzaamheden. Het zou de grootste ondergrondse stad ter wereld zijn, nog groter dan Derinkuyu, met een gebied van 460 km², tot 113 meter diep. De stad zou zijn oorsprong hebben ten minste in de vroeg Byzantijnse tijd en mogelijk 5000 jaar oud zijn, of uit de tijd van de Hittieten. De stad bevat een weg van zeven kilometer en kerken, wijnkelders, trappen, luchtschachten, waterkanalen, lijnzaadpersen voor lampenolie, ronde stenen deuren, voorraadruimten, veestallen, scholen en woonruimten.
De stad werd ontdekt onder een Byzantijns kasteel op een heuveltop. De ondergrondse stad was in gebruik van de Byzantijnse tijd tot de Ottomaanse verovering.